# Kriti Bharti
Kriti Bharti (nascida em 19 de agosto de 1987) é uma psicóloga de reabilitação indiana e ativista pelos direitos das crianças. Bharti ficou conhecida por ser a primeira a anular um casamento infantil na Índia. Ela é a fundadora e diretora da Saarthi Trust, uma organização sem fins lucrativos voltada principalmente para o resgate e a garantia de recuperação e bem-estar de vítimas de casamentos infantis. O grupo de Bharti já anulou mais de 41 casamentos infantis e evitou que mais de 1400 ocorressem.

## Vida inicial
Bharti nasceu em 19 de agosto de 1987 em Jodhpur, Rajastão. O pai de Bharti abandonou a sua mãe, Indu Chopra, quando ela ainda estava grávida. Isto era considerado uma desgraça em um ambiente conservador, e os parentes pediram a ela que abortasse ou se casasse novamente. Apesar da pressão, Chopra persistiu e criou a filha sozinha. Chopra também sofreu de complicações medicamentosas durante a gravidez e Bharti nasceu prematuramente, aos sete meses de gestação.
Em criança, Bharti foi torturada física e verbalmente pelos parentes, que a consideravam amaldiçoada. Um deles chegou ao extremo de lhe dar um veneno de ação lenta aos dez anos de idade, e Bharti sobreviveu, mas ficou acamada e paralisada. Ela passou por vários tratamentos em diferentes hospitais, e só foi capaz de se recuperar dois anos depois, atribuindo sua cura às terapias de reiki.
Quando da sua recuperação, ela mudou seu último nome para “Bharti” (Filha da Índia”), numa tentativa de se libertar do sistema de castas, da religião e da família.

## Educação
Devido à paralisia, Bharti não pôde concluir o quarto grau. Ela conseguiu acelerar até o 10º grau à medida que eliminava as pendências. Bharti obteve o doutorado em Psicologia na Universidade Jai Narain Vyas, em Jodhpur.

## ONG
Na faculdade, Bharti se juntou a muitas ONGs e começou a dar consultas simultaneamente. Seu primeiro caso foi uma vítima de estupro que tinha apenas nove anos de idade. Bharti achava que o alívio temporário conseguido com as consultas era inútil, mas o encontro a motivou a prosseguir.
Através das ONGs, Bharti foi capaz de trabalhar com diversas crianças de rua que eram vítimas de trabalho infantil, pobreza e casamento infantil. Depois de sete meses, ela notou que um problema entre as crianças sem lar é o casamento infantil. O casamento infantil, embora considerado ilegal na Índia, permanece prevalente, especialmente em áreas rurais. A região natal de Bharti, Rajastão, era considerada o epicentro mundial do casamento infantil.
Um relatório do UNICEF de 2009, intitulado “Estado das Crianças do Mundo”, vai mais longe ao dizer que 40 por cento dos casamentos infantis do mundo ocorrem na Índia. O relatório também afirma que 56 por cento das mulheres pesquisadas nas áreas rurais tinham se casado antes dos 18 anos.

## Saarthi Trust
Enquanto trabalhava com as ONGs, Bharti notou que elas estavam somente propagando a conscientização; apesar de achar que isto era essencial, estavam tratando o problema apenas superficialmente. Assim, em 2011, apoiada em sua experiência com crianças nas ONGs, ela criou o Saarthi Trust, que trabalha no nível mais básico e garante a reabilitação e bem-estar de crianças vítimas de casamento infantil, depois de serem resgatadas. A organização provê educação, treinamento profissional e oportunidades de trabalho para garantir a independência das vítimas daí para a frente.
Em 2012, Bharti chegou às manchetes com o seu primeiro caso, de Laxmi Sargara. Ela foi a primeira mulher na Índia a ter o seu casamento infantil anulado. Depois disso, Bharti e equipe vêm trabalhando em visitas pessoais a aldeias e escolas para discutir os efeitos prejudiciais do casamento infantil e ensinar o empoderamento feminino. A organização possui uma linha de ajuda a noivos e noivas menores de idade para reportarem os seus casos. Quando as vítimas fazem o contato, a equipe de Bharti obtém prova do casamento e conversa com as famílias do noivo e da noiva, e depois com os mais velhos da comunidade, numa tentativa de convencê-los. Se isto não der resultado, a equipe de Bharti procura apoio legal e leva o caso à justiça.
Ao longo dos anos de ativismo, Bharti recebeu incontáveis ameaças de morte e estupro. Líderes hindus inflexíveis que aprovam a prática do casamento infantil chegaram a ameaçar cortar seu nariz e submetê-la a estupro coletivo.
Saarthi Trust reabilitou mais de seis mil crianças e 5500 mulheres. Desde que foi criada em 2011, a equipe de Bharti anulou mais de 41 casamentos infantis e impediu mais de 1400 de acontecer.